# 卡氏新箭齒雀鯛
卡氏新箭齒雀鯛（學名：Neoglyphidodon carlsoni），又稱卡氏新刻齒雀鯛，為輻鰭魚綱鱸形目雀鯛科新箭齒雀鯛屬的其中一種，分布於中西太平洋斐濟及東加海域，深度1至5公尺，本魚體呈卵圓形且側扁，體呈藍紫色，體被櫛鱗且鑲黑邊，形呈網狀紋，背鰭硬棘13枚;背鰭軟條13-15枚;臀鰭硬棘2枚;臀鰭軟條12-14枚，體長可達10公分，棲息在珊瑚礁邊緣，生活習性不明，可做為觀賞魚。